# Tagnon
Tagnon település Franciaországban, Ardennes megyében. Lakosainak száma 892 fő (2022. január 1.). Tagnon Acy-Romance, Avançon, Bergnicourt, Le Châtelet-sur-Retourne, Neuflize, Perthes, Saint-Loup-en-Champagne és Sault-lès-Rethel községekkel határos.

## Népesség
A település népessége az elmúlt években az alábbi módon változott:
| Lakosok száma | 862  | 790  | 732  | 908  | 884  | 880  | 884  | 879  | 873  | 892  |
|               | 1968 | 1982 | 1990 | 2006 | 2013 | 2015 | 2017 | 2019 | 2020 | 2022 |